# Ахметов, Низаметдин Шамсутдинович
Низаметдин Шамсутдинович Ахметов (род. 18 марта 1949, Ибрагимова, Челябинская область — 2 января 2017, Челябинск) — советский поэт и диссидент. Провёл в заключении около 20 лет (1967—1987) .

## Биография
Родился 18 марта 1949 года в деревне Ибрагимова Кунашакского района Челябинской области в башкирской семье. Учился в русской школе села Кунашак, куда переехали его родители. В 1966 году окончил ПТУ в Челябинске и отправился по оргнабору на восстановление Ташкента после землетрясения. Там поддерживал отношения с крымскотатарским национальным движением, ставившим цель возвращения крымских татар из мест депортации в Крым.
Впервые был арестован 13 сентября 1967 года по сфабрикованному обвинению в краже. В мае 1969 года в Ташкентском следственном изоляторе КГБ познакомился с правозащитником и поэтом Ильей Габаем. За распространение листовок в следственном изоляторе 26 ноября 1969 года по ст. 60 ч. 1 УК Узбекской ССР («антисоветская агитация») его приговорили к 7 годам лишения свободы и 5 годам ссылки, с присоединением части неотбытого срока, всего к 10 годам лишения свободы и 5 годам ссылки. Заключение отбывал в Дубравлаге и Владимирской тюрьме. 19 января 1973 года Зубово-Полянским районный суд Мордовской АССР присудил Ахметову дополнительные пять лет заключения по обвиненению в «хулиганстве» (ст. 206 ч. 2 УК РСФСР). В 1978 году был этапирован в Управление исправительно-трудовых учреждений Красноярского края.
Находясь в заключении, начал писать стихи. В 1978 году Ахметову удалось отправить в ФРГ два стихотворения и обращение заключённых к жителям других государств. Письмо удалось переправить с партией древесины. За отправленное письмо к Мадридскому совещанию по проверке выполнения Хельсинкских соглашений был вновь арестован в конце 1982 года. В 1983 году в Красноярском следственном изоляторе написал 43 стихотворения на обороте материалов своего уголовного дела, которые позднее удалось опубликовать за рубежом. В 1983 году он был признан невменяемым и направлен на принудительное лечение в Алма-Атинскую специальную психиатрическую больницу.
После публикации текстов Ахметова на западе началась кампания с требованием его освобождения. Советский поэт, находясь в заключении, был избран почётным членом английского, французского, датского и австрийского ПЕН-клубов. В защиту Ахметова выступала писатель и общественная деятельница Хелен Самуэли, занимавшаяся переводами его произведений. В 1987 году вопрос о судьбе Ахметова ставился на одном из заседаний парламента Великобритании, а также поднимался в разговоре между бывшим канцлером ФРГ Вилли Брандтом и членом ЦК КПСС Вадимом Загладиным. На волю Ахметов вышел 12 февраля 1987 года, пробыв в заключении почти 20 лет.
23 июля 1987 года поэт уехал в ФРГ для лечения. Жил в Гамбурге, где работал над романом «Камушки для кумалака бабушки Шамсии». В 1988 году в издательстве Fischer вышел сборник его стихов и прозы в немецком переводе. Находясь в ФРГ, Ахметов потерял советский паспорт, а вскоре ему поступило приглашение Союза писателей Башкортостана. Не дождавшись получения нового документа, поэт решил незаконно пересечь польско-советскую границу, где и был задержан в ноябре 1990 года. Содержался в следственном изоляторе КГБ в Вильнюсе, от туда был отправлен в Смоленск, а затем в Челябинск. 11 января 1991 года Ахметов был освобождён из под стражи под подписку о невыезде. Спустя месяц дело против Ахметова было прекращено.
Вернувшись в Россию, Ахметов женился на учительнице Алёне. У них родилось двое детей — Марьям и Булат. От первого брака у Алёны было трое детей. По состоянию на 1993 год проживал в Читинской области. Будучи убеждённым пацифистом, критиковал Первую чеченскую войну и НАТОвские бомбардировки Югославии. В 2004 году Ахметову была присвоена государственная стипендия РФ. 
Информация о смерти Ахметова, последовавшей 2 января 2017 года в Челябинске, опубликована на сайте Исследовательского центра Восточной Европы при Бременском университете в некрологе за подписью Сюзанны Плог-Бонтемпс, немецкой радиожурналистки, дружившей с ним с конца 1980-х гг. и состоявшей в переписке до последнего момента:

...В последние годы Низаметдин Ахметов мало пишет и ничего не публикует. Но он бдительно и критически следил за политическими событиями в своей стране и во всем мире. «Я шокирован тем, как быстро мир скатывается к масштабной войне. Это падение в пропасть!» — писал он мне 6 апреля 2016 года. Низаметдин Ахметов скончался 2 января в Челябинске, одинокий и несгибаемый. Он заплатил за свободу, как никакой другой поэт...
Оригинальный текст (нем.)
Die letzten Jahre hat Nizametdin Achmetov nur wenig geschrieben und nichts veröffentlicht. Aber wachsam und kritisch hat er die politische Entwicklung in seinem Land und auf der Welt verfolgt. „Ich bin erschüttert, wie schnell die Welt in einen gewaltigen Krieg hineingerät. Das ist ein Sturz in den Abgrund!“, schrieb er mir im Brief von 6. April 2016. Nizametdin Achmetov ist am 2. Januar in Čeljabinsk gestorben, einsam und aufrecht. Er hat wie kaum ein anderer Poet für die Freiheit bezahlt.

## Награды и звания
- Премия фонда Rotterdam International Poetry (1984)[4]
- Barbara Goldsmith Freedom to Write Award от организации PEN America (1987)[6]